# ヌガヌガ チャラナ
『ヌガヌガ チャラナ』（原題：누가누가 잘하나）は、韓国のKBSで放送されている童謡の普及を主目的にした子供向けの音楽番組。番組名『ヌガヌガ チャラナ』は「だれがうまいかな」ぐらいの意味で、子供たちが出演して歌を歌い、その技量を競う。子供たちの他に、西洋古典音楽や朝鮮の古典音楽、西洋由来の大衆音楽など様々なジャンルのプロの歌手やグループも歌を披露する。2021年5月時点では毎週木曜日の午後4時からKBS第2テレビジョンで放送している。
1964年に第1回が放送された。1962年生まれのソプラノ歌手チョ・スミ（スミ・ジョー）は『ヌガヌガ チャラナ』出身として言及されることがある。韓国の代表的ポータルサイトであるNAVERとDaumでは番組の放送開始日を2005年5月6日としている。
2021年5月時点の司会進行はナム・ヒョンジョンと エイシアが務めている。歴代の司会進行者はチョン・ジュリ、チョン・ダウン、カ・エラン、ユン・スヨン、イ・ソニョン、チョン・ヒョンム、ハン・ソクチュン、コ・ミンジョン、チェ・ドンソク、オ・オンジョン、ハン・サンホン、ユ・ジウォン、カ・スジョン、パク・ソヒョン、チョ・ハンリ、イ・ヘソン、パク・テウォン、チョ・ウジョン、イ・スルギ、パク・チウォンなどである。